# Bakersfield Jam
Bakersfield Jam was een Amerikaanse basketbalclub uit Bakersfield die uitkwam in de NBA D-League van 2006 tot 2016.

## Geschiedenis
De club kwam voort uit de Long Beach Jam die speelde in de ABA van 2003 tot 2005 en werd de Bakersfield Jam nadat ze verhuisde naar Bakersfield. De club speelde in de Rabobank Arena en Jim Harrick werd de eerste hoofdcoach. Na een seizoen werd hij vervangen door Sean Rooks maar ook hij kon met de club de play-offs niet halen. In 2008 werd Scott Roth de hoofdcoach, hij leidde de club naar de eerste ronde van de play-offs waar verloren werd van de Utah Flash.
Will Voigt werd in 2009 hoofdcoach van de club en leidde de club tot in 2014, tegelijkertijd verhuisde de ploeg naar het Jam Events Center. In zijn eerste seizoen haalde ze de play-offs niet. In 2010/11 werd er verloren in de eerste ronde van de play-offs tegen de Rio Grande Valley Vipers. Het volgende seizoen werd de halve finale gehaald door eerst te winnen van de Dakota Wizards maar daarna te verliezen van de Los Angeles D-Fenders. In 2012/13 werd onder Voigt een laatste keer de play-offs gehaald er werd in de eerste ronde verloren van de Austin Toros.
In 2014 werd Nate Bjorkgren aangesteld als hoofdcoach hij verloor in de play-offs ook in de eerste ronde van de Austin Spurs. In het seizoen 2015/16 haalde de club onder Chris Jent de play-offs niet. In 2016 kochten de Phoenix Suns de club en verhuisde deze naar Prescott Valley en hernoemde de ploeg naar de Northern Arizona Suns.

## Arena's
- Rabobank Arena (2006-2009)
- Jam Events Center (2009-2016)

## Erelijst
- NBA D-League Most Improved Player Award: Joe Jackson (2015)
- NBA D-League Sportsmanship Award: Renaldo Major (2015)
- All-NBA D-League First Team: Trey Johnson (2011), Brian Butch (2013), Jerel McNeal (2013), Earl Barron (2015)
- All-NBA D-League Second Team: Kevinn Pinkney (2007), Derrick Byars (2009), Brian Butch (2010), Damion James (2013)
- All-NBA D-League Third Team: Alade Aminu (2010), Jerel McNeal (2015)

## Resultaten
| Seizoen | Wins | Verlies | Play-offs    | Coach          |
| ------- | ---- | ------- | ------------ | -------------- |
| 2006/07 | 19   | 31      |              | Jim Harrick    |
| 2007/08 | 11   | 39      |              | Sean Rooks     |
| 2008/09 | 26   | 24      | eerste ronde | Scott Roth     |
| 2009/10 | 17   | 33      |              | Will Voigt     |
| 2010/11 | 29   | 21      | eerste ronde | Will Voigt     |
| 2011/12 | 28   | 22      | halve finale | Will Voigt     |
| 2012/13 | 36   | 14      | eerste ronde | Will Voigt     |
| 2013/14 | 24   | 26      |              | Will Voigt     |
| 2014/15 | 34   | 16      | eerste ronde | Nate Bjorkgren |
| 2015/16 | 22   | 28      |              | Chris Jent     |

## Bekende (oud-)spelers
| - - Patrick Mutombo - Rudy Gobert - Yuta Tabuse - Bill Clark - Brandon Armstrong | - Jeff Trepagnier |